# لارنس پیتی
لارنس پیتی (انگلیسی: Laurence Pithie؛ زادهٔ ۱۷ ژوئیهٔ ۲۰۰۲) دوچرخه‌سوار اهل نیوزیلند است.
از باشگاه‌هایی که در آن بازی کرده‌است می‌توان به تیم دوچرخه‌سواری اف‌دی‌جی اشاره کرد.
وی در مسابقات کشوری و بین‌المللی در مجموع برندهٔ ۲ مدال طلا شده‌است.